# هاینریش بروگش

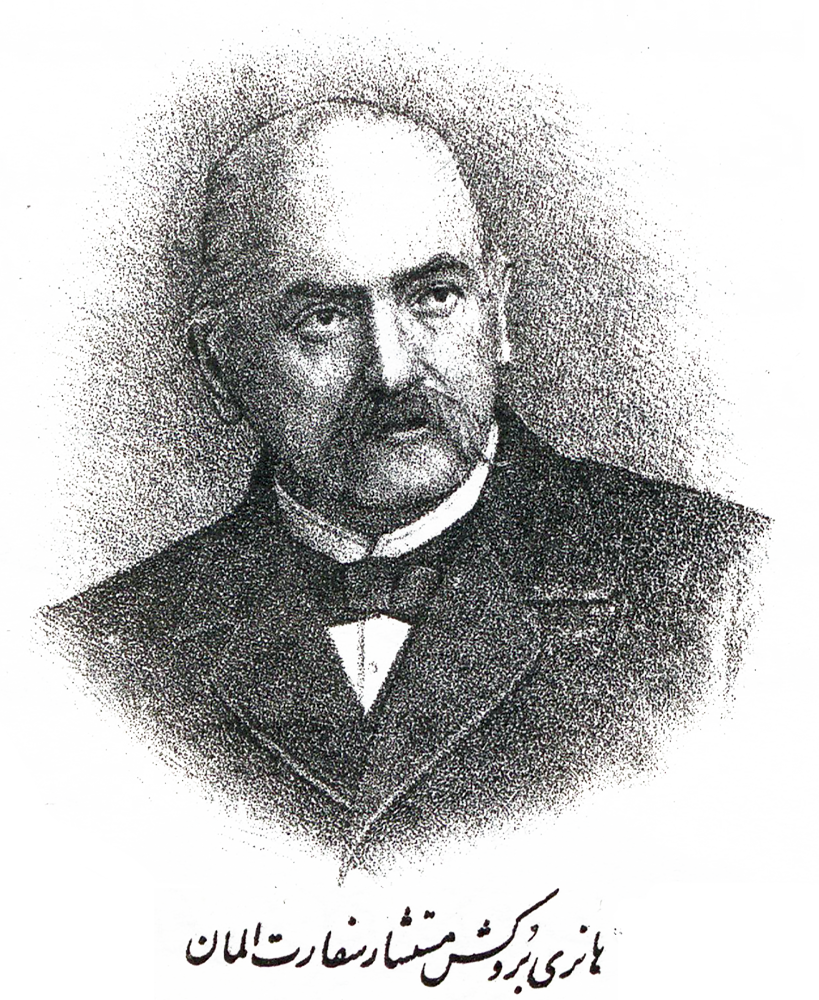
«هانری بروگش مستشار سفارت المان» اثر ابوتراب غفاری در سال ۱۳۰۲ قمری

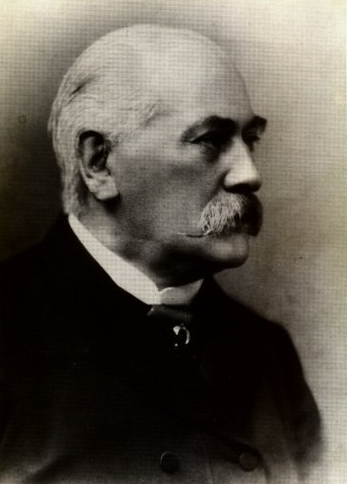
هاینریش بروگش

هاینریش کارل بروگش (به انگلیسی: Heinrich Karl Brugsch) خاورشناس آلمانی قرن نوزدهم است که دو بار به ایران سفر کرده‌است. سفیر پروس در ایران همزمان با قحطی و شورش نان در تهران.

## زندگی
بروگش خاورشناسی آلمانی است که در ۱۸ فوریه سال ۱۸۲۷ میلادی دیده به جهان گشود و در جوانی و کهنسالی سفرهایی به آسیا و آفریقا نمود و دو بار نیز به ایران مسافرت کرد.
وی در نهم سپتامبر ۱۸۹۴ دیده از جهان فروبست.

## آثار
بروگش آثار زیادی را به نگارش درآورده که از جمله دو کتاب خاطرات وی دربارهٔ ایران با نام‌های در سرزمین آفتاب و در محضر سلطان صاحب قران به فارسی ترجمه شده‌است. وی همچنین دربارهٔ مصر نیز تالیفاتی دارد)
- Reise der königlich Preussischer Gesandtschaft nach Persien (Journey of the Royal Prussian Embassy to Persia) (1862–63)